# Легницкая бомба

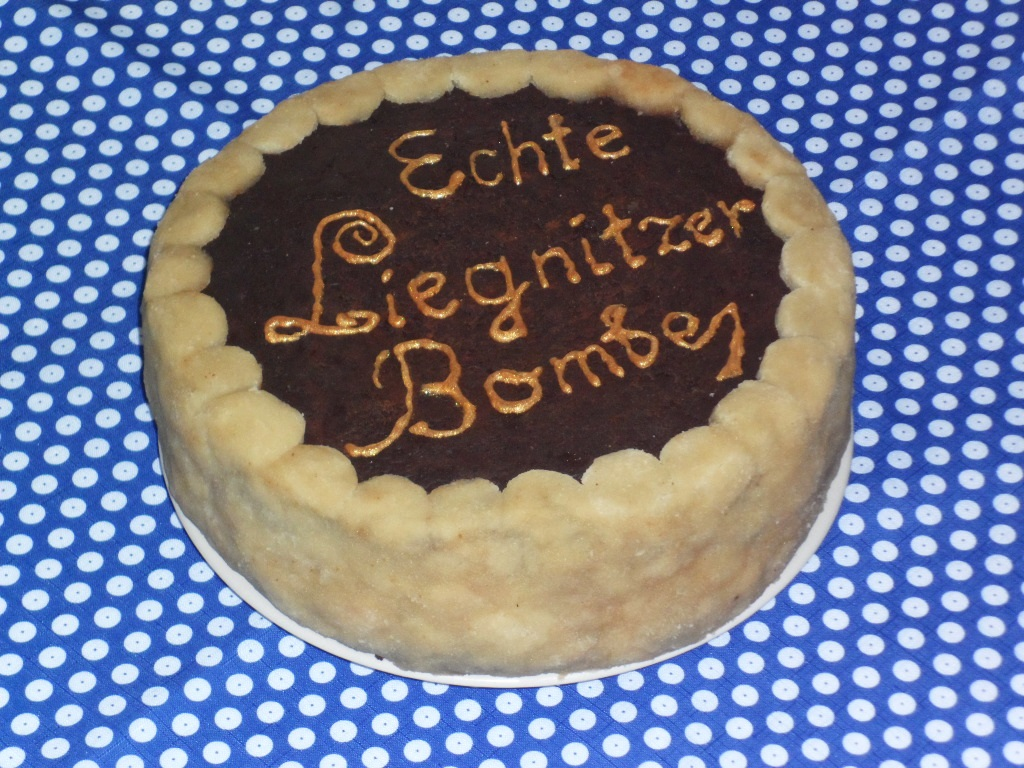
«Настоящая легницкая бомба»

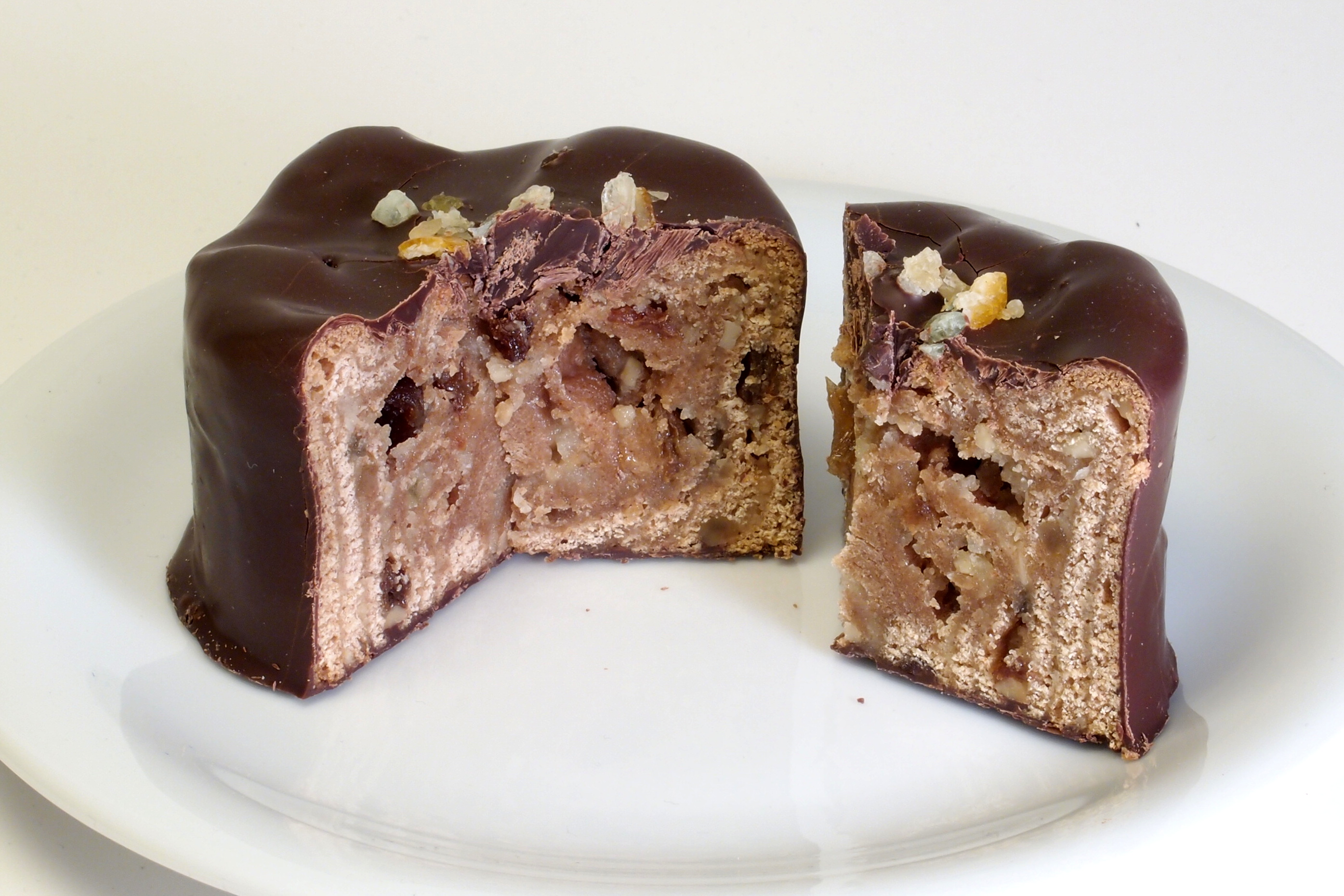
Легницкая бомба с начинкой из марципана и изюма

Легницкая бомба (нем. Liegnitzer Bombe) — вид немецких коричневых пряников родом из нижнесилезской Легницы. Cладкий специалитет силезской кухни в шоколадной глазури имеет цилиндрическую, слегка сужающуюся форму, напоминающую бомбу или гранату. По информации, которая хранилась в семье известных некогда пряничников, такую форму легницкие пряники получили, чтобы прославить крупный гарнизонный город Легницу, где квартировали королевские гренадеры. Традиционная рождественская выпечка в Силезии.
По легенде, рецепт легницких бомб принёс во сне одному выпившему легницкому пекарю, уснувшему на пороге чужого дома, Рюбецаль в сопровождении гномов. Согласно классическому рецепту, тесто для легницких бомб замешивают на ржаной муке с мёдом и пряничной смесью и выдерживают в течение не менее четырёх недель. Фруктово-марципановую начинку готовят из кандированной вишни, цукатов, изюма и рубленого миндаля или лесного ореха. По вкусу легницкая бомба напоминает немецкий пирог баумкухен.
До 1945 года легницкий пряничный продукт экспортировался по всему миру, но после депортации силезских немцев производство легницких бомб в польской Нижней Силезии пришло в упадок. Географическое указание «легницкая бомба» в ЕС не защищено. Производство традиционных пряников было налажено на территории Германии в соседней Верхней Лужице, в частности, в Гёрлице, а также в Мюнхене и вестфальских Теккленбурге и Вестеркаппельне.